# Грегор Фучка
Грегор Фучка (словен. Gregor Fučka; Крањ, 7. август 1971) је бивши италијанско-словеначки кошаркаш, а садашњи кошаркашки тренер. Играо је на позицији центра.

## Успеси

### Клупски
- Олимпија Милано:
  - Првенство Италије (1): 1995/96.
  - Куп Италије (1): 1996.

- Фортитудо Болоња:
  - Првенство Италије (1): 1999/00.
  - Куп Италије (1): 1998.
  - Суперкуп Италије (1): 1998.

- Барселона:
  - Евролига (1): 2002/03.
  - Првенство Шпаније (2): 2002/03, 2003/04.
  - Куп Шпаније (1): 2003.
  - Суперкуп Шпаније (1): 2004.

- Ђирона:
  - ФИБА Еврочеленџ (1): 2006/07.

### Репрезентативни
- Европско првенство: 
  -  1999.
  -  1997.

### Појединачни
- Мистер Еуропа (1): 2000.
- Евроскар (1): 2000.
- Најкориснији играч Европског првенства (1): 1999.
- Идеални тим Евролиге — прва постава (1): 2000/01.